# Bynum, Texas
Bynum là một thị trấn thuộc quận Hill, tiểu bang Texas, Hoa Kỳ. Năm 2010, dân số của thị trấn này là 199 người.

## Dân số
- Dân số năm 2000: 225 người.
- Dân số năm 2010: 199 người.